# Plavání na Letních olympijských hrách 2008
Plavání na Letních olympijských hrách 2008 probíhalo ve dnech 9. až 21. srpna 2008. Většina disciplín (kromě dálkového plavání a vodního póla) probíhala v Pekingském národním plaveckém centru. Soutěže ve vodním pólu, původně sem také plánované, byly přesunuty do bazénu Ying Tung. Bazén v Národním plaveckém centru je díky rozměrům a použitým technologiím považován za nejrychlejší olympijský bazén historie.  Průběh plaveckých soutěží tento předpoklad potvrdil - padlo zde během olympiády 25 světových rekordů a 65 olympijských rekordů - z předchozích olympijských rekordů zůstaly nepřekonány jen časy Inge de Bruijnové na 100 metrů motýlek a Iana Thorpa na 400 metrů volný způsob z olympijských her 2000.
Největší hvězdou soutěží se stal Michael Phelps, který vybojoval osm zlatých medailí, což v historii olympiád před ním nikdo nedokázal, a v součtu se zisky na předchozí olympiádě v roce 2004 celkem 14 zlatých, rovněž historický rekord.

## Medailové pořadí v plavání

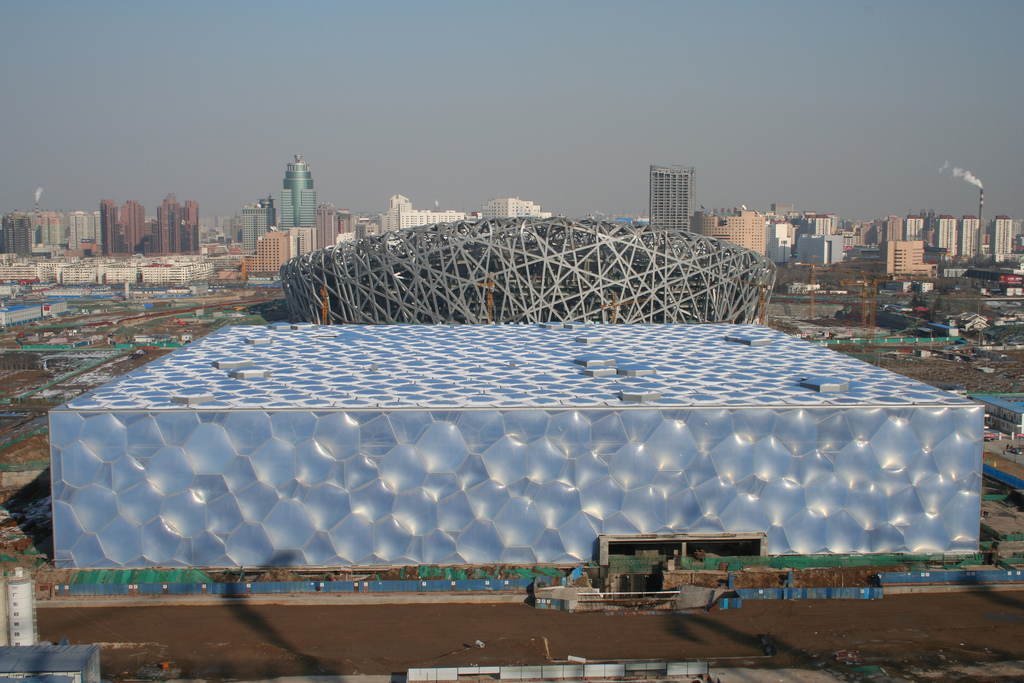
Pekingské národní plavecké centrum

| Pořadí | Stát                         | Zlato | Stříbro | Bronz | Celkem |
| ------ | ---------------------------- | ----- | ------- | ----- | ------ |
| 1      | Spojené státy americké (USA) | 12    | 9       | 10    | 31     |
| 2      | Austrálie (AUS)              | 6     | 6       | 8     | 20     |
| 3      | Velká Británie (GBR)         | 2     | 2       | 2     | 6      |
| 4      | Japonsko (JPN)               | 2     | 0       | 3     | 5      |
| 5      | Německo (GER)                | 2     | 0       | 1     | 3      |
| 6      | Nizozemsko (NED)             | 2     | 0       | 0     | 2      |
| 7      | Čína (CHN)                   | 1     | 3       | 2     | 6      |
| 8      | Zimbabwe (ZIM)               | 1     | 3       | 0     | 4      |
| 9      | Francie (FRA)                | 1     | 2       | 3     | 6      |
| 10     | Rusko (RUS)                  | 1     | 1       | 2     | 4      |
| 11     | Itálie (ITA)                 | 1     | 1       | 0     | 2      |
| 11     | Jižní Korea (KOR)            | 1     | 1       | 0     | 2      |
| 13     | Brazílie (BRA)               | 1     | 0       | 1     | 2      |
| 14     | Tunisko (TUN)                | 1     | 0       | 0     | 1      |
| 15     | Maďarsko (HUN)               | 0     | 3       | 0     | 3      |
| 16     | Norsko (NOR)                 | 0     | 1       | 1     | 2      |
| 17     | Slovinsko (SLO)              | 0     | 1       | 0     | 1      |
| 17     | Srbsko (SRB)                 | 0     | 1       | 0     | 1      |
| 19     | Rakousko (AUT)               | 0     | 0       | 1     | 1      |
| 19     | Kanada (CAN)                 | 0     | 0       | 1     | 1      |
| 19     | Dánsko (DEN)                 | 0     | 0       | 1     | 1      |
| Celkem | Celkem                       | 34    | 34      | 36    | 104    |

## Medailisté

### Muži
| 50 m volný způsob            | César Cielo Filho · Brazílie (BRA) 21.30 (OR) | Amaury Leveaux · Francie (FRA) 21.45 | Alain Bernard · Francie (FRA) 21.49                                                                                                |  |  |  |  |  |
| 100 m volný způsob           | Alain Bernard · Francie (FRA) 47.21 | Eamon Sullivan · Austrálie (AUS) 47.32 | Jason Lezak · Spojené státy americké (USA) · César Cielo Filho · Brazílie (BRA) 47.67                                              |  |  |  |  |  |
| 200 m volný způsob           | Michael Phelps · Spojené státy americké (USA) 1:42.96 (WR) | Pak Tche-hwan · Jižní Korea (KOR) 1:44.85 | Peter Vanderkaay · Spojené státy americké (USA) 1:45.14                                                                            |  |  |  |  |  |
| 400 m volný způsob           | Pak Tche-hwan · Jižní Korea (KOR) 3:41.86 | Čang Lin · Čína (CHN) 3:42.44 | Larsen Jensen · Spojené státy americké (USA) 3:42.78                                                                               |  |  |  |  |  |
| 1500 m volný způsob          | Oussama Mellouli · Tunisko (TUN) 14:40.84 | Grant Hackett · Austrálie (AUS) 14:41.53 | Ryan Cochrane · Kanada (CAN) 14.42.69                                                                                              |  |  |  |  |  |
|                              | | | |  |  |  |  |  |
| 100 m znak                   | Aaron Peirsol · Spojené státy americké (USA) 52.54 (WR) | Matt Grevers · Spojené státy americké (USA) 53.11 | Arkadij Vjatčanin · Rusko (RUS) · Hayden Stoeckel · Austrálie (AUS) 53.18                                                          |  |  |  |  |  |
| 200 m znak                   | Ryan Lochte · Spojené státy americké (USA) 1:53.94 (WR) | Aaron Peirsol · Spojené státy americké (USA) 1:54.33 | Arkadij Vjatčanin · Rusko (RUS) 1:54.93                                                                                            |  |  |  |  |  |
|                              | | | |  |  |  |  |  |
| 100 m prsa                   | Kósuke Kitadžima · Japonsko (JPN) 58.91 (WR) | Alexander Dale Oen · Norsko (NOR) 59.20 | Hugues Duboscq · Francie (FRA) 59.37                                                                                               |  |  |  |  |  |
| 200 m prsa                   | Kósuke Kitadžima · Japonsko (JPN) 2:07.64 (OR) | Brenton Rickard · Austrálie (AUS) 2:08.88 | Hugues Duboscq · Francie (FRA) 2:08.94                                                                                             |  |  |  |  |  |
|                              | | | |  |  |  |  |  |
| 100 m motýlek                | Michael Phelps · Spojené státy americké (USA) 50.58 (OR) | Milorad Čavić · Srbsko (SRB) 50.59 | Andrew Lauterstein · Austrálie (AUS) 51.12                                                                                         |  |  |  |  |  |
| 200 m motýlek                | Michael Phelps · Spojené státy americké (USA) 1:52.03 (WR) | László Cseh · Maďarsko (HUN) 1:52.70 (ER) | Takeši Matsuda · Japonsko (JPN) 1:52.97                                                                                            |  |  |  |  |  |
|                              | | | |  |  |  |  |  |
| 200 m polohový závod         | Michael Phelps · Spojené státy americké (USA) 1:54.23 (WR) | László Cseh · Maďarsko (HUN) 1:56.52 (ER) | Ryan Lochte · Spojené státy americké (USA) 1:56.53                                                                                 |  |  |  |  |  |
| 400 m polohový závod         | Michael Phelps · Spojené státy americké (USA) 4:03.84 (WR) | László Cseh · Maďarsko (HUN) 4:06.16 (ER) | Ryan Lochte · Spojené státy americké (USA) 4:08.09                                                                                 |  |  |  |  |  |
|                              | | | |  |  |  |  |  |
| štafeta 4×100 m volný způsob | Spojené státy americké · Michael Phelps · Garrett Weber-Gale · Cullen Jones · Jason Lezak · rozplavby: Nathan Adrian, · Benjamin Wildman-Tobriner, Matt Grevers 3:08.24 (WR)    | Francie · Amaury Leveaux · Fabien Gilot · Frédérick Bousquet · Alain Bernard · rozplavby: Grégory Mallet, Boris Steimetz · 3:08.32 (ER)                                | Austrálie · Eamon Sullivan · Andrew Lauterstein · Ashley Callus · Matt Targett · rozplavby: Leith Brodie, Patrick Murphy · 3:09.91 |  |  |  |  |  |
| štafeta 4×200 m volný způsob | Spojené státy americké · Michael Phelps · Ryan Lochte · Ricky Berens · Peter Vanderkaay · rozplavby: Klete Keller, Erik Vendt, David Walters 6:58.56 (WR)                       | Rusko · Nikita Lobincev · Jevgenij Lagunov · Danila Izotov · Alexandr Suchorukov · rozplavby: Michail Poliščuk 7:03.70 (ER)                                            | Austrálie · Patrick Murphy · Grant Hackett · Grant Brits · Nick Ffrost · rozplavby: Leith Brodie, Kirk Palmer 7:04.98              |  |  |  |  |  |
| 4×100 m polohová štafeta     | Spojené státy americké · Aaron Peirsol · Brendan Hansen · Michael Phelps · Jason Lezak · rozplavby: Matt Grevers, Mark Gangloff, · Ian Crocker, Garrett Weber-Gale 3:29.34 (WR) | Austrálie · Hayden Stoeckel · Brenton Rickard · Andrew Lauterstein · Eamon Sullivan · rozplavby: Ashley Delaney, Christian Sprenger, · Adam Pine, Matt Targett 3:30.04 | Japonsko · Džuniči Mijašita · Kósuke Kitadžima · Takuro Fudžii · Hisajoši Sato 3:31.18                                             |  |  |  |  |  |
|                              | | | |  |  |  |  |  |
| maraton 10 km                | Maarten van der Weijden · Nizozemsko (NED) 1:51:51.6 | David Davies · Velká Británie (GBR) 1:51:53.1 | Thomas Lurz · Německo (GER) 1:51:53.6                                                                                              |  |  |  |  |  |

### Ženy
| 50 m volný způsob            | Britta Steffenová · Německo (GER) 24.06 (OR, ER) | Dara Torresová · Spojené státy americké (USA) 24.07 | Cate Campbellová · Austrálie (AUS) 24.17 |  |  |  |  |  |
| 100 m volný způsob           | Britta Steffenová · Německo (GER) 53.12 (OR) | Lisbeth Trickettová · Austrálie (AUS) 53.16 | Natalie Coughlinová · Spojené státy americké (USA) 53.39 |  |  |  |  |  |
| 200 m volný způsob           | Federica Pellegriniová · Itálie (ITA) 1:54.82 (WR) | Sara Isakovićová · Slovinsko (SLO) 1:54.97 | Pang Jiaying · Čína (CHN) 1:55.05 |  |  |  |  |  |
| 400 m volný způsob           | Rebecca Adlingtonová · Velká Británie (GBR) 4:03.22 | Katie Hoffová · Spojené státy americké (USA) 4:03.29 | Joanne Jacksonová · Velká Británie (GBR) 4:03.52 |  |  |  |  |  |
| 800 m volný způsob           | Rebecca Adlingtonová · Velká Británie (GBR) 8:14.10 (WR) | Alessia Filippiová · Itálie (ITA) 8:20.23 | Lotte Friisová · Dánsko (DEN) 8:23.03 |  |  |  |  |  |
|                              | | | |  |  |  |  |  |
| 100 m znak                   | Natalie Coughlinová · Spojené státy americké (USA) 58.96 | Kirsty Coventryová · Zimbabwe (ZIM) 59.19 | Margaret Hoelzerová · Spojené státy americké (USA) 59.34 |  |  |  |  |  |
| 200 m znak                   | Kirsty Coventryová · Zimbabwe (ZIM) 2:05.24 (WR) | Margaret Hoelzer · Spojené státy americké (USA) 2:06.23 | Reiko Nakamuraová · Japonsko (JPN) 2:07.13 |  |  |  |  |  |
|                              | | | |  |  |  |  |  |
| 100 m prsa                   | Leisel Jonesová · Austrálie (AUS) 1:05.17 (OR) | Rebecca Soniová · Spojené státy americké (USA) 1:06.73 | Mirna Jukićová · Rakousko (AUT) 1:07.34 |  |  |  |  |  |
| 200 m prsa                   | Rebecca Soniová · Spojené státy americké (USA) 2:20.22 (WR) | Leisel Jonesová · Austrálie (AUS) 2:22.05 | Sara Nordenstamová · Norsko (NOR) 2:23.02 (ER) |  |  |  |  |  |
|                              | | | |  |  |  |  |  |
| 100 m motýlek                | Lisbeth Trickettová · Austrálie (AUS) 56.73 | Christine Magnusonová · Spojené státy americké (USA) 57.10 | Jessicah Schipperová · Austrálie (AUS) 57.25 |  |  |  |  |  |
| 200 m motýlek                | Liou C'-ke · Čína (CHN) 2:04.18 (WR) | Ťiao Liou-jang · Čína (CHN) 2:04.72 | Jessicah Schipperová · Austrálie (AUS) 2:06.26 |  |  |  |  |  |
|                              | | | |  |  |  |  |  |
| 200 m polohový závod         | Stephanie Riceová · Austrálie (AUS) 2:08.45 (WR) | Kirsty Coventryová · Zimbabwe (ZIM) 2:08.59 | Natalie Coughlinová · Spojené státy americké (USA) 2:10.34 |  |  |  |  |  |
| 400 m polohový závod         | Stephanie Riceová · Austrálie (AUS) 4:29.45 (WR) | Kirsty Coventryová · Zimbabwe (ZIM) 4:29.89 | Katie Hoffová · Spojené státy americké (USA) 4:31.71 |  |  |  |  |  |
|                              | | | |  |  |  |  |  |
| štafeta 4×100 m volný způsob | Nizozemsko · Inge Dekkerová · Ranomi Kromowidjojová · Femke Heemskerková · Marleen Veldhuisová · rozplavby: Hinkelien Schreuderová, Manon van Rooijenová · 3:33.76 (OR)                                 | Spojené státy americké · Natalie Coughlinová · Lacey Nymeyerová · Kara Lynn Joyceová · Dara Torresová · rozplavby: Emily Silverová, Julia Smitová · 3:34.33                                                    | Austrálie · Cate Campbellová · Alice Millsová · Melanie Schlangerová · Lisbeth Trickettová · rozplavby: Shayne Reeseová · 3:35.05                                                        |  |  |  |  |  |
| štafeta 4×200 m volný způsob | Austrálie · Stephanie Riceová · Bronte Barrattová · Kylie Palmerová · Linda Mackenzieová · rozplavby: Lara Davenportová, Felicity Galvezová, · Angie Bainbridgeová, Melanie Schlangerová · 7:44.31 (WR) | Čína · Yang Yu · Zhu Qianwei · Tan Miao · Pang Jiaying · rozplavby: Tang Jingzhi · 7:45.93 | Spojené státy americké · Allison Schmittová · Natalie Coughlinová · Caroline Burckleová · Katie Hoffová · rozplavby: Christine Marshallová, · Kim Vandenbergová, Julia Smitová · 7:46.33 |  |  |  |  |  |
| 4×100 m polohová štafeta     | Austrálie · Emily Seebohmová · Leisel Jonesová · Jessicah Schipperová · Lisbeth Trickettová · rozplavby: Tarnee Whiteová, Felicity Galvezová · Shayne Reeseová · 3:52.69 (WR)                           | Spojené státy americké · Natalie Coughlinová · Rebecca Soniová · Christine Magnusonová · Dara Torresová · rozplavby: Margaret Hoelzerová, Megan Jendricková, · Elaine Breedenová, Kara Lynn Joyceová · 3:53.30 | Čína · Zhao Jing · Sun Ye · Zhou Yafei · Pang Jiaying · rozplavby: Xu T. · 3:56.11 |  |  |  |  |  |
|                              | | | |  |  |  |  |  |
| maraton 10 km                | Larisa Ilčenková · Rusko (RUS) 1:59:27.7 | Keri-Anne Payneová · Velká Británie (GBR) 1:59:29.2 | Cassandra Pattenová · Velká Británie (GBR) 1:59:31.0 |  |  |  |  |  |